# Le armi di Avalon
Le armi di Avalon (The Guns of Avalon) è un romanzo fantasy e la seconda parte delle Cronache di Ambra, serie in 10 volumi creata da Roger Zelazny, autore statunitense più volte vincitore dei premi Hugo e Nebula.
Il romanzo è stato pubblicato per la prima volta nel 1972; nel 1999 venne edito in copertina morbida da Avon, in unico volume che comprende tutti i 10 libri della serie.
Il romanzo prosegue il racconto iniziato da Nove principi in Ambra ed è seguito da Il segno dell'unicorno, La mano di Oberon e Le corti del Caos, che costituiscono la prima parte del ciclo, di cui Corwin è il protagonista e che sono stati pubblicati in Italia, per la prima volta, dalla Libra.
Seguono altri cinque romanzi dove il protagonista è il figlio di Corwin.

## Trama
Corwin è fuggito dai sotterranei di Ambra, dove era stato imprigionato dal suo odiato fratello Eric, che ha conquistato il trono.
Tutti credono che le armi da fuoco non possano essere utilizzate nel mondo medievale di Ambra, dove le polveri da sparo sono inerti; ma Corwin conosce un segreto: nel mondo ombra di Avalon, dove un tempo governava, esiste un rouge da gioielliere che funziona come polvere da sparo in Ambra. 
Corwin progetta di sollevare una legione di soldati ombra e di armarli con fucili automatici provenienti dal mondo ombra della Terra.

## Critica
Avram Davidson ha dato al romanzo una tiepida recensione, lamentando di non "provare per nessuno dei personaggi la minima empatia, simpatia o persino osteopatia" e concludendo che "Non c'è nulla di oltraggiosamente cattivo in [questo] libro di magia, intrigo e guerra, ma molto poco che è davvero buono.".

## Altri media
Nel 1996 Terry Bisson ha realizzato un adattamento a fumetti in tre parti.

### Edizioni
- Roger Zelazny, Le armi di Avalon, collana Slan. Il meglio della fantascienza, traduzione di Roberta Rambelli, Libra Editrice, 1979.
- Roger Zelazny, Le armi di Avalon, collana Il libro d'oro della fantascienza, traduzione di Roberta Rambelli, n. 24, Roma, Fanucci Editore, 1989,  p. 224, ISBN 88-347-0116-X.